# Belarussische Badmintonmeisterschaft 2017
Die Belarussische Badmintonmeisterschaft 2017 fand in Minsk statt.

## Sieger und Platzierte
| Disziplin    | Gold                                       | Silber                                | Bronze                                 |
| ------------ | ------------------------------------------ | ------------------------------------- | -------------------------------------- |
| Herreneinzel | Yauheni Yakauchuk                          | Dzmitry Saidakou                      | Yury Savelyev                          |
| Dameneinzel  | Alesia Zaitsava                            | Anastasiya Cherniavskaya              | Maryana Viarbitskaya                   |
| Herrendoppel | Yauheni Yakauchuk Dzmitry Saidakou         | Aleksei Konakh Alaksei Kniazeu        | Vladzislav Kushnir Uladzimir Varantsou |
| Damendoppel  | Alesia Zaitsava Anastasiya Cherniavskaya   | Julia Bitsoukova Maryana Viarbitskaya | Hanna Bandarenka Anastasia Khomich     |
| Mixed        | Yauheni Yakauchuk Anastasiya Cherniavskaya | Dzmitry Saidakou Alesia Zaitsava      | Aleksei Konakh Maryana Viarbitskaya    |